# Мба, Иво
Иво Мба (ум. 2018, Кумба, Юго-Западный регион) — амбазонский генерал, воевавший во время гражданской войны в Камеруне. Сообщается, что он был одним из первых сепаратистов, вступивших в войну против властей Камеруна. Он воевал более года, прежде чем был убит в бою с вооружёнными силами Камеруна.

## Биография
Завербованный человеком под псевдонимом «Генерал Дивайн» Иво Мба был одним из первых членов Сил самообороны Амбазонии и пользовался популярностью среди своих товарищей-сепаратистов. Сообщается, что его последователи считали, будто он обладает «мистическими способностями», и Мба работал с этими убеждениями, заявляя в пропагандистских видеороликах, что «ни один мужчина, рождённый женщиной, не сможет его убить». По данным камерунских военных, к 2018 году он командовал более чем 30 лагерями Сил самообороны по всему англоязычному региону. В основном он работал в Мато и Теке в департаменте Меме.

### Смерть
Утром 21 декабря 2018 года Иво отправился в Таке, в районе Кумбы, чтобы присутствовать на свадьбе своего водителя. По данным камерунских военных, о его присутствии стало известно камерунской армии, и спецназ прибыл, чтобы убить генерала. Одетые в гражданскую одежду солдаты двинулись в город с намерением захватить генерала живым, но началась перестрелка, когда боевики-сепаратисты узнали солдат. Иво укрылся внутри здания, где его преследовали солдаты. После ожесточенной схватки, включавшей рукопашный бой, генерал был убит. Через несколько минут после его смерти в социальных сетях были опубликованы фотографии и видео его трупа. Другие источники утверждают, что Мба был убит местной антисепаратистской группой линчевателей или конкурирующими сепаратистскими силами.

## Влияние и память
Убийство Иво стало значительным достижением камерунских правительственных сил и ударом по моральному духу сепаратистов. Однако убийство не стало полным успехом правительства Камеруна; план заключался в том, чтобы Иво схватили живым и использовали его для сбора разведывательной информации. Вместо этого он умер, не выдав никакой информации. Убийство также оказало пагубное воздействие на недавно сформированную программу разоружения и реинтеграции.
Несколько лидеров сепаратистов написали дань памяти генералу. Айаба Чо Лукас описал его как «самого прекрасного и храброго, на кого могла надеяться Амбазония». Самуэль Икоме Сако, исполняющий обязанности президента временного правительства Амбазонии, написал, что лично восхищается Иво за его храбрость и что его смерть стала большой потерей для нации.
В мае 2022 года Силы самообороны Амбазонии похитили сенатора от Камерунского народного демократического движения Регину Мунди. Силы самообороны предложили обменять её на 75 политических заключённых и пригрозили казнить её, если Камерун не подчинится. Впоследствии они заявили, что в качестве альтернативы они могли бы обменять её труп на тело Иво Мба.